# Maggie Laubser
Maria Magdalena Laubser, dite Maggie Laubser (14 avril 1886 – 17 mai 1973) est une femme peintre sud-africaine, connue pour avoir introduit l'expressionnisme en Afrique du Sud. Son travail fut d'abord accueilli avec scepticisme par les critiques encore attachés aux principes qui régissaient la condition féminine dans la société victorienne, puis largement reconnu par la suite, et elle est maintenant considérée comme une grande artiste sud-africaine.

## Biographie

### Enfance et éducation
Maria Magdalena Laubser est née à Bloublommetjieskloof, une ferme située près de Malmesbury, dans le Swartland, une zone agricole d'Afrique du Sud,. Elle est l'aînée de 6 enfants. Ses parents sont Gerhardus Petrus Christiaan Laubser et Johanna Catharina Laubser (née Holm). Elle passe une enfance sans souci, parmi les champs et le bétail,.
Après avoir étudié à l'école agricole de Rocklands, elle va à l'internat de Bloemhof Seminary, Stellenbosch, où elle apprend le dessin. Elle retourne à la ferme en 1901. En visitant Le Cap, elle rencontre Beatrice Hazel, une peintre réaliste et romantique, qui la présente à Edward Roworth. Celui-ci lui donne envie de continuer la peinture.
En 1903, elle convainc ses parents de la laisser prendre des cours de chant au Cap une fois par semaine. Les contraintes en matière de transports, ainsi que l'opinion de sa mère sur sa voix de mezzo-soprano la découragent de chanter, mais elle commence à peindre seule.
Elle étudie la peinture avec Edward Roworth pendant deux mois en 1903. Elle reçoit une médaille d'argent pour son travail,,. En 1907, elle rejoint la South African Society of Artists (SASA) et en 1909 elle présente une exposition aux Beaux-Arts du Cap. Elle a son propre atelier au Cap en 1910.
Alors qu'elle visite Gert Coetzee en 1912 à Pretoria, elle se fait employer comme gouvernante d'une ferme appartenant à la famille Wolmarans du district d'Ermelo, Transvaal. Elle y enseigne l'art et la couture. En vacances à Durban avec une amie, Sophie Fischer, elle se lie d'amitié avec Jan Hendrik Arnold Balwé, consul des Pays-Bas à Burban de 1903 à 1913, qui lui propose de financer ses études à l'étranger, avec sa sœur Hannah,.

### Voyage aux Pays-Bas et au Royaume-Uni
Maggie Laubser et sa sœur partent pour l'Europe le 4 octobre 1913. Elle habite initialement à Laren, en Hollande septentrionale, dans le Gooi. Elle rencontre Ita Mees, une pianiste, et Frederik van Eeden, un auteur et poète. Elle se lie d'amitié avec Laura Knight et Frans Langeveld, tous deux peintres. 
Lorsque la Première Guerre mondiale éclate, elle part pour Londres. Elle reste d'abord à Huntingdonshire, puis en octobre 1914, déménage à Londres où elle s'inscrit à la Slade School of Art, pour une période allant d'octobre à mars 1914. Henry Tonks, Walter Westley Russell et Ambrose McEvoy étaient ses professeurs de dessin, et Philip Wilson Steer son professeur de peinture,,. Elle retourne brièvement en Afrique du Sud en 1915 pour visiter la nouvelle ferme familiale à Oortmanspost, près de Klipheuwel dans la province du Cap. Elle finit ses études en mars 1919, et revient en Afrique du Sud.

### Début de carrière à l'international

#### Belgique, de juin 1919 à septembre 1920
Maggie Laubser quitte Londres pour Anvers le 6 juin 1919. Elle s'installe à la Villa Chenes, dans la Nachtigalen Lei de Schoten. Elle se lie d'amitié avec Arnold Balwé, fils de son mécène, qui étudie à l'académie royale des beaux-arts d'Anvers,. Elle est également entrée en contact avec Die Brücke et Der Blaue Reiter lors d'une journée à Munich en 1919.

#### Italie, d'octobre 1920 à août 1921

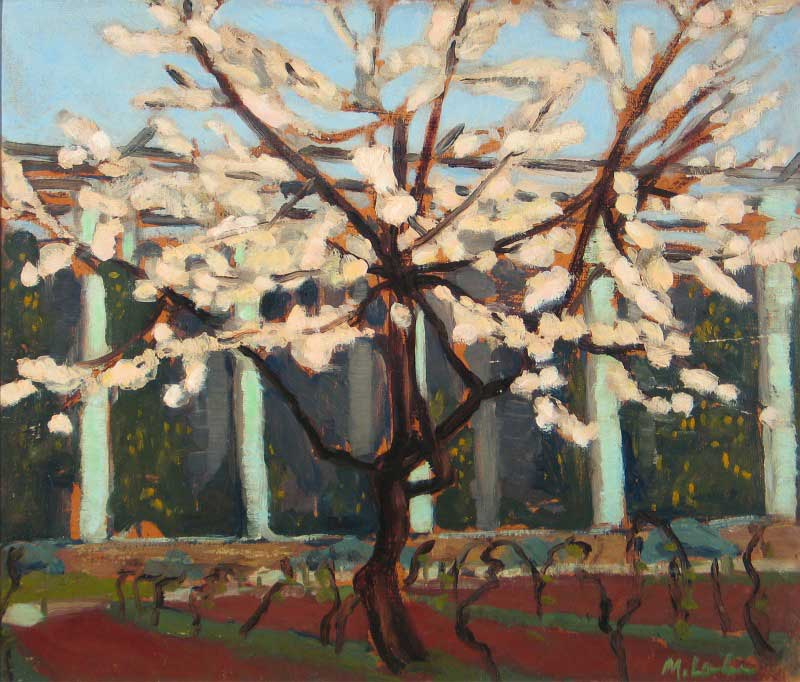
Cerisier en fleurs (1920–1921), huile sur toile, 340 x 400 mm, Sanlam Art Collection.

Elle part en Italie avec Balwé en août et septembre 1920. Elle vit et travaille à Torri del Benaco et San Vigilio sur le lac de Garde. Pendant ce temps, le père de Balwé subvient à leurs besoins, et les laisse garder leurs tableaux pour des expositions, plutôt que de les vendre. Un grand nombre de tableaux de cette période ont ainsi été retrouvés.
J. H. A. Balwé est malade à partir de 1920, et le couple l'accompagne à Bad Kissingen vers la mi-avril 1921. Il y meurt en avril ou mai de la même année. Le couple part ensuite pour Venise, et visite le Palais des Doges en juin 1921. Il part ensuite pour Milan et revient en Allemagne. Maggie Laubser repart en Afrique du Sud et accoste au Cap le 19 septembre 1921.

#### Allemagne, de novembre 1922 à novembre 1924

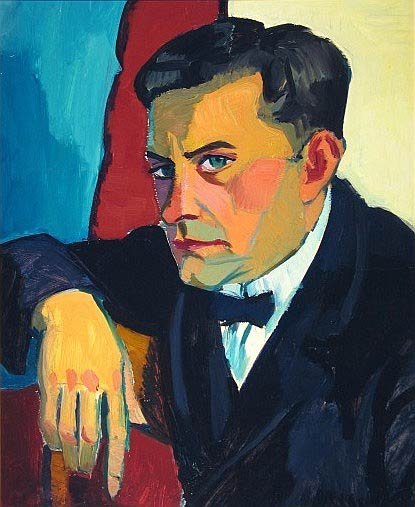
Portrait d'un homme, Berlin, vers 1923, huile sur toile, 595 x 475 mm.

Laubser reçoit un visa du consulat d'Allemagne au Cap le 16 novembre 1922 et s'installe rue Kurfürstendamm, à Berlin à partir du 1er janvier 1923. Elle part trois semaines à Ahrenshoop dans la mer Baltique avec Irma Stern, après avoir voyagé à Weimar et en Bavière,,. Elle rencontre des membres des corps diplomatiques, peint des portraits et assiste à des concerts. Elle se lie d'amitié avec les pianistes Wilhelm Busch et Otto Glore.
C'est à Berlin, de 1922 à 1924, qu'elle entre en contact avec l'expressionnisme allemand, et est encouragée par Karl Schmidt-Rottluff,. Les tableaux de Emil Nolde, Max Pechstein, Franz Marc et Erich Waske lui étaient disponibles et ont aidé à clarifier son style. L'influence de l'expressionnisme allemand se voit dans la peinture, notamment dix lithographies, appelées Visionen.

### Débuts en Afrique du Sud et réception critique

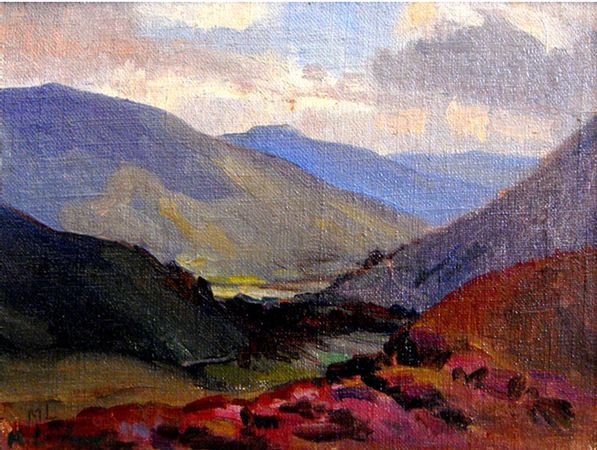
Bloublommetjieskloof, huile sur toile, 270 x 365 mm.

En novembre 1924, Laubser retourne en Afrique du Sud et s'installe à Oortmanspost, la ferme familiale. Elle renconctre le sculpteur Moses Kottler (en) et le dessinateur Daniël Cornelis Boonzaier, qui lui présente son fils Gregoire Boonzaier, membre fondateur du New Group. Elle retrouve également ses amis peintres Ruth Prowse et Nita Spilhaus. Elle présente une exposition au Cap, et subit une cruelle désillusion : ses tableaux comme ceux d'Irma Stern, sont reçus assez négativement, notamment par le critique Bernard Lewis des journaux Die Burger et le Cape Times,. En 1931, il déclare :

« Y a-t-il un être humain normal et sain dans toute l'Afrique du Sud capable d'apprécier comme telle un œuvre d'art, une peinture... si elle est envoyée par Maggie Laubser? »

— Bernard Lewis
En avril 1929, elle rencontre P. Serton et sa femme, ainsi que A. C. Celliers et Koos Botha. Tous lui conseillent de s'exposer seule. C'est ce qu'elle fait pour la première fois à Stellenbosch, avec le soutien de A. C. Bouman et Con de Villiers. Pendant cette période, elle rencontre aussi Martin du Toit, qui apprécie beaucoup ses tableaux et organise sa première exposition dans le Transvaal en 1931.

### Empire Exhibition, Johannesburg, 1936
Le 3 mai 1936, le père de Maggie Laubser meurt. Son frère hérite de la ferme, et un trust est fondé, en commun avec sa mère. Elle en hérite à la mort de sa mère, le 20 novembre 1936. Bien que critiquée par la presse, Laubser est sélectionnée pour participer à la British Empire Exhibition.
L'Empire Exhibition a lieu tous les 4 ans. Celle de 1936 est organisée à Milner Park, Johannesburg, et doit représenter le meilleur de l'Afrique du Sud. C'est lors de cette exposition que Maggie Laubser rencontre Alexis Preller.

### Fin de vie et héritage

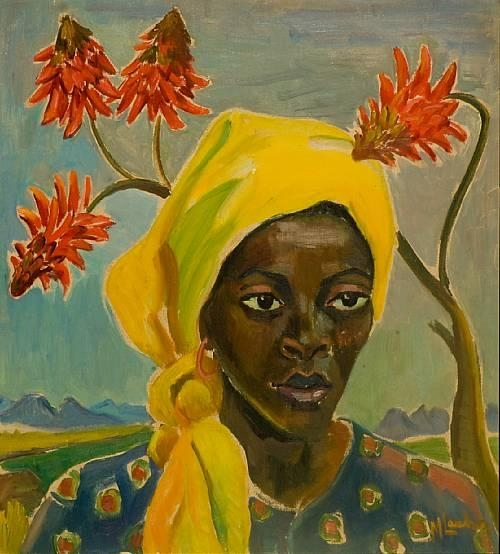
Annie of the Royal Bafokeng, 1945, huile sur toile, 500 x 450 mm.

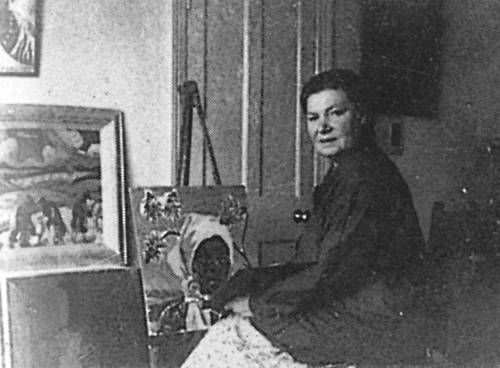
Laubser photographiée avec le tableau Annie of the Royal Bafokeng en 1945.

Maggie Laubser continue à travailler jusqu'à sa mort en 1973. Dalene Marais compile 1784 tableaux. Son style est considéré comme expressionniste par la plupart des critiques,,, même s'il y a des éléments de fauvisme et de pastoralisme, sans doute apportés de l'expressionnisme allemand avec lequel elle a été en contact.
Après la mort de ses parents, elle s'installe au Cap en 1937, et prend un studio à Drie Ankerbaai. En 1942, elle déménage pour le Strand. Elle y construit une petite maison, appelée Altyd Lig (Toujours Lumineuse), en 1947. Le 28 mai 1946, le professeur P. J. Nienaber décerne à Maggie Loubser la médaille honoraire de l'American Academy of Arts and Sciences,. En 1947, elle reçoit un Oscar award pour avoir peint pour le journal Die Vaderland. En 1948 lui est décernée le titre de membre de la South African Academy for Arts and Science, en même temps que le poète Elisabeth Eybers. En 1959 elle devient membre honoraire de l'Academy of Art and Science. La South African Association of Arts, sur présentation du professeur A. L. Meiring,.
La South African National Gallery et le Pretoria Art Museum organisent en 1969 une exposition rétrospective de ses tableaux,. En 1987, la South African National Gallery expose ses œuvres de jeunesse, du 2 décembre 1987 au 31 janvier 1988.
Maggie Laubser meurt le 17 mai 1973 à Altyd Lig. On l'a retrouvée avec un tableau inachevé encore sur son chevalet.

## Lieux d'exposition
La plupart de ses tableaux se trouvent dans une de ces collections :
- Muséum national d'art sud-africain (af), Le Cap
- Johannesburg Art Gallery, Johannesburg
- Musée d'art de Pretoria (af), Pretoria
- Durban Art Gallery, Durban
- A. C. White Gallery, Bloemfontein
- Hester Rupert Art Museum, Graaff-Reinet
- Rupert Museum, Stellenbosch
- galerie d'art de William Humphrey (af), Kimberley
- Sanlam Art Collection, Cape Town

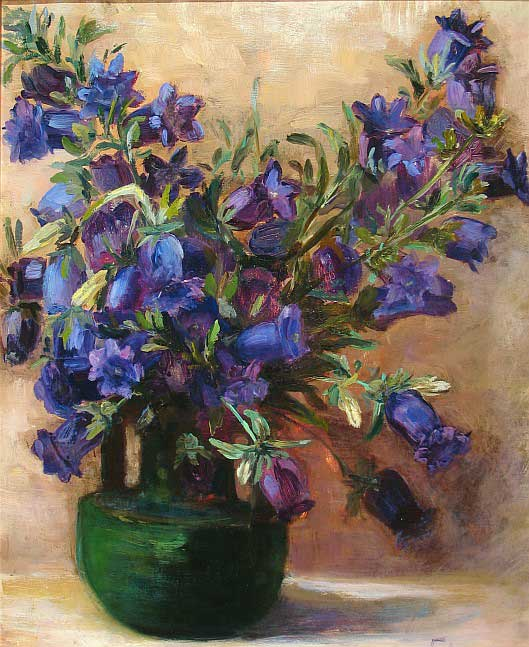
Fleurs dans un vase (1909-1913)
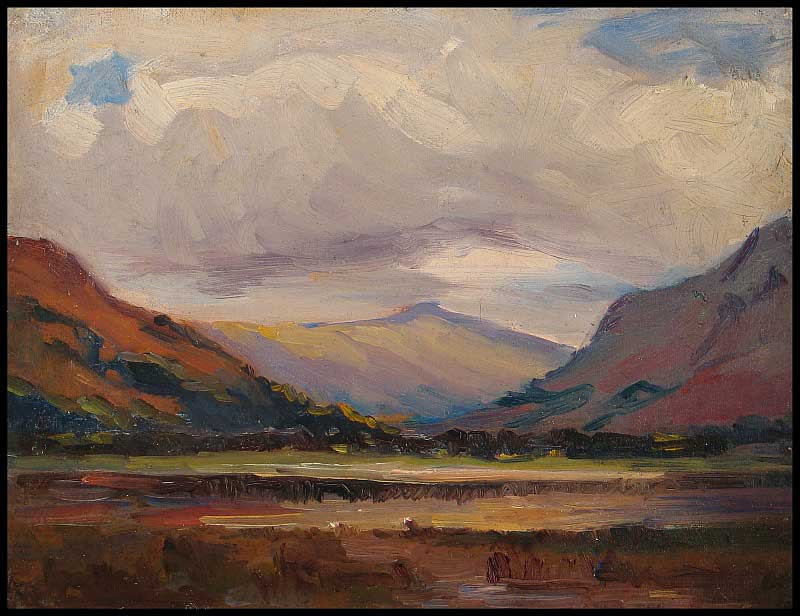
Paysage écossais avec lac et montagnes